# Assertie
Een assertie (Engels: assertion) is in programmeertalen een predicaat (waar of onwaar) dat door de ontwikkelaar in de broncode van een computerprogramma geplaatst kan worden om aan te geven dat een bepaalde voorwaarde op die plaats altijd als waar wordt verondersteld.
Een assertie helpt de ontwikkelaar bij het ontwerpen, ontwikkelen en nadenken over een programma. Een assertie kan ook behulpzaam zijn bij het opsporen van fouten in een programma (debuggen): als een assertie faalt dan weet de programmeur dat er ergens een fout zit.

## Overzicht
Een assertie kan in commentaar worden geplaatst of, als de programmeertaal dat ondersteunt, met een daarvoor bestemd sleutelwoord. Mocht de assertie onwaar zijn dan kan een error gegenereerd worden (zoals het gooien van een exceptie). Een voorbeeld van een assertie in de programmeertaal Java is:
int waarde = 30;
assert waarde > 20;

Deze assertie wordt gecontroleerd wanneer het programma uitgevoerd wordt.
Tony Hoare gebruikte de volgende notatie voor het aangegeven van een assertie in zijn publicatie "An axiomatic basis for computer programming" in 1969:
int waarde := 30;
{ waarde > 20 }

Wanneer een programmeertaal geen ingebouwde functionaliteit voor een assertie bevat dan kan de assertie in commentaar geplaatst worden:
int waarde = 30;
// { waarde > 20 }

Het gebruik van de haakjes is om dit commentaar te onderscheiden van ander commentaar.